# نظرية المد والجزر

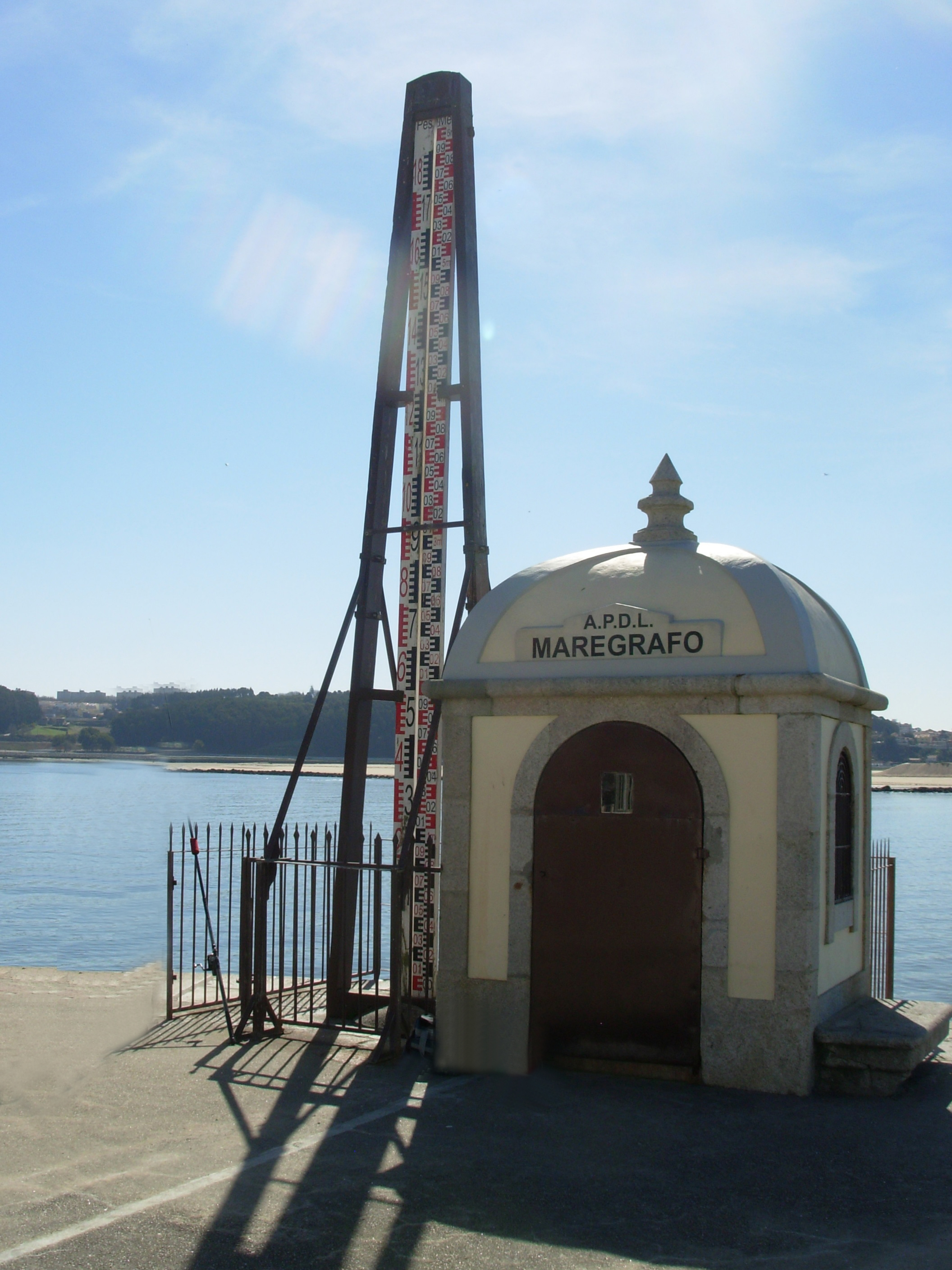

تعتبر نظرية المد والجزر إحدى تطبيقات الميكانيك الاستمراري لتفسير والتنبؤ بالتشوهات الكوكبية الناتجة عن قوى المد والجزر وتشوهات المحيطات والغلاف الجوي، وتنتج نتيجة تأثير الجاذبية لجرم ما على آخر. ومن الشائع الإشارة لعملية المد والجزر بحركة المحيطات على الأرض.

## أساس النظرية
كتب غاليليو غاليلي سنة 1616 موضوع بعنوان مناقشة في المد والجزر  وقد حاول شرح ظاهرة المد والجزر كنتيجة لدوران الأرض حول الشمس. على أي حال ظهر لاحقاً أن نظريته كانت خاطئة.

## فيزياء المد والجزر

### قوى المد والجزر
لنعتبر نقطة على سطح كوكب أو قمر وهذه النقطة تبعد عن مركز الثقل {\displaystyle a} وتقع على خط عرض {\displaystyle \varphi } وخط طول {\displaystyle \lambda } وتعرف هذه النقطة وفق الإحداثيات الديكارتية {\displaystyle \mathbf {p} =a\mathbf {x} } where
{\displaystyle \mathbf {x} =(\cos \lambda \cos \varphi ,\sin \lambda \cos \varphi ,\sin \varphi ).}
ولتكن {\displaystyle \delta } الانحراف الزاوي و{\displaystyle \alpha } المطلع المستقيم للجرم المتشوه فعندها يعطى شعاع الاتجاه
{\displaystyle \mathbf {x} _{m}=(\cos \alpha \cos \delta ,\sin \alpha \cos \delta ,\sin \delta ),}
ولتكن {\displaystyle r_{m}} المسافة بين مركزي الثقل و{\displaystyle M_{m}} كتلة الجرم فعندها تكون القوة في هذه النقطة
{\displaystyle \mathbf {F} _{a}={\frac {GM_{m}(r_{m}\mathbf {x} _{m}-a\mathbf {x} )}{R^{3}}}.}
حيث {\displaystyle R=\|r_{m}\mathbf {x} _{m}-a\mathbf {x} \|}
من أجل مدار دائري يكون الزخم الزاوي math>\omega</math> فإن التسارع الجابذ يوازن الجاذبية في مركز الثقل
{\displaystyle Mr_{cm}\omega ^{2}={\frac {GMM_{m}}{r_{m}^{2}}}.}
حيث {\displaystyle r_{cm}} المسافة بين مركز ثقل الجسم التابع ومركز ثقل الجرم الأساسي و{\displaystyle M} كتلة الجرم. تعتبر هذا لنقطة ثابتة بدون دوران، ولنقل معادلة هذه النقطة إلى معادلة نقطة تدور فإن القوى الجابذة تؤثر على هذ النقطة لتصبح المعادلة
{\displaystyle \mathbf {F} _{p}={\frac {GM_{m}(r_{m}\mathbf {x} _{m}-a\mathbf {x} )}{R^{3}}}-r_{cm}\omega ^{2}\mathbf {x} _{m}.}
وبالتعويض في تسارع مركز الثقل

وبإعادة الترتيب
{\displaystyle \mathbf {F} _{p}=GM_{m}r_{m}\left({\frac {1}{R^{3}}}-{\frac {1}{r_{m}^{3}}}\right)\mathbf {x} _{m}-{\frac {(GM_{m}a\mathbf {x} )}{R^{3}}}.}
في المحيطات تكون القوى القطرية غير كافية، فالخطوة التالية كتابة معامل {\displaystyle \mathbf {x} _{m}} ولتكن {\displaystyle \varepsilon ={\frac {a}{r_{m}}}} عندها
{\displaystyle R=r_{m}{\sqrt {1+\varepsilon ^{2}-2\varepsilon (\mathbf {x} _{m},\mathbf {x} )}}}
حيث math>(\mathbf{x}_m,\mathbf{x})= \cos z </math> هو محدد الناتج الداخلي للزاوية z للتشوه الجرم عند الذروة. وهذا يعني
{\displaystyle \left({\frac {1}{R^{3}}}-{\frac {1}{r_{m}^{3}}}\right)\approx {\frac {3\varepsilon \cos z}{r_{m}^{3}}},}
و إذا كانت ε صغيرة، وأذا كانت النقطة على سطح الكوكب عندها الجاذبية المحلية
{\displaystyle g={\frac {GM}{a^{2}}}}والمجموع
```

  

    

      

        
μ

        
=

        

          

            

              
M

              

                
m

              

            

            
M

          

        

      

    

    
{\displaystyle \mu ={\frac {M_{m}}{M}}}

  

.
```

{\displaystyle \mathbf {F} _{p}=3g\mu \varepsilon ^{3}\cos z\mathbf {x} _{m}-{\frac {(g\mu a^{3}\mathbf {x} )}{R^{3}}}+O(\varepsilon ^{4}),}

## معادلة لابلاس للمد والجزر
من أجل طبقة سائل على شكل صفيحة ذات سماكة D وليكن الارتفاع المدي ς ومركبة السرعة الأفقية u وv (على خط العرض φ والطولλ على الترتيب) فتكون معادلة لابلاس:
{\displaystyle {\begin{aligned}{\frac {\partial \zeta }{\partial t}}&+{\frac {1}{a\cos(\varphi )}}\left[{\frac {\partial }{\partial \lambda }}(uD)+{\frac {\partial }{\partial \varphi }}\left(vD\cos(\varphi )\right)\right]=0,\\[2ex]{\frac {\partial u}{\partial t}}&-v\left(2\Omega \sin(\varphi )\right)+{\frac {1}{a\cos(\varphi )}}{\frac {\partial }{\partial \lambda }}\left(g\zeta +U\right)=0\qquad {\text{and}}\\[2ex]{\frac {\partial v}{\partial t}}&+u\left(2\Omega \sin(\varphi )\right)+{\frac {1}{a}}{\frac {\partial }{\partial \varphi }}\left(g\zeta +U\right)=0,\end{aligned}}}
حيث Ω التردد الزاوي لدوران الكوكب وU قوى الجاذبية الخارجية للمد والجزر